# Gare de Beuvrages
Gare de Beuvrages vasútállomás Franciaországban, Beuvrages településen.

## Vasútvonalak
Az állomást az alábbi vasútvonalak érintik:
- Fives-Hirson-vasútvonal
- Douai-Blanc-Misseron-vasútvonal

## Kapcsolódó állomások
A vasútállomáshoz az alábbi állomások vannak a legközelebb:
- Gare de Valenciennes
- Gare de Raismes